# Jumellea peyrotii
Jumellea peyrotii är en orkidéart som beskrevs av Jean Marie Bosser. Jumellea peyrotii ingår i släktet Jumellea och familjen orkidéer. Inga underarter finns listade i Catalogue of Life.